# Hilfield
Pour l’article homonyme, voir Hilfield Castle.
Hilfield est une paroisse civile et un village du Dorset, en Angleterre.